# Бедантит
Беданти́т, бьоданти́т (рос. бёдантит; англ. beudantite; нім. Beudantit m) — мінерал, гідроксилсульфатарсенат свинцю та окисного заліза. Названий в 1826 році на честь Франсуа Бьодана, французького геолога і мінералога.

## Загальний опис
Склад: PbFe3(AsO4)(SO4)(OH)6.
Містить (%): PbO — 31,35; Fe2О3 — 33,68; As2O5 — 16,14; SO3 −11,24; Н2О — 7,59.
Сингонія тригональна.
Густина 4—4,3.
Твердість. 3,5—4,5.
Колір чорний, темнозелений, коричневий.
Блиск скляний до смолистого (наближається до алмазного). Прозорий до напівпрозорого. Рідкісний. Вторинний мінерал, який виникає при зміні свинцевих руд, особливо сульфосолей.
Зустрічається в асоціації з фармакосидеритом, скородитом, гематитом та кварцом.
Розрізняють:
- бедантит-плюмбоярозит (за складом проміжний між бедантитом і ярозитом, ближчий до ярозиту);
- бедантит фосфористий (коркіт).